# Démocratie ouverte
 (juin 2022).
Démocratie ouverte est une organisation non gouvernementale (ONG) basée en France,.
Fondée en 2012 en un collectif d'associations et de personnalités, en janvier 2013 en tant qu'association, elle œuvre à la transformation démocratique des institutions publiques (locales et nationales) et des organisations privées (associations et entreprises).
Elle est à l'origine de la Convention Citoyenne pour le Climat,,.

## Historique
À partir de 2006 se constitue un collectif informel de citoyennes et citoyens engagés portant des projets de transformation du système politique. Cet engagement se concrétise essentiellement par la création de plusieurs start-ups en intelligence collective dont Bluenove (2008)[source insuffisante] et Cap Collectif (2008)[source insuffisante].
En 2012, un collectif est constitué autour d’innovateurs démocratiques, de chercheurs, de professionnels, d’élus, d’associations et de citoyens et citoyennes. Il poursuit l'objectif de d'améliorer la démocratie française plus transparente, participative et collaborative. Le collectif milite pour une adhésion de la France « Partenariat pour un Gouvernement Ouvert ». Plusieurs associations développent en France des solutions pour transformer notre système politique avec les trois principes du « Gouvernement ouvert » : Parlement & Citoyens,, voxe.org, Nos députés.fr et Nos Sénateurs.fr, ou encore Questionnez vos élus.
Ce collectif de porteurs de projets décide de créer une association regroupant les innovateurs démocratiques (start-ups de la Civic tech) avec des chercheurs dont Loïc Blondiaux, des professionnels, des élus, des associations et des citoyens qui cherchent eux aussi pour rendre notre démocratie plus transparente, participative et collaborative.

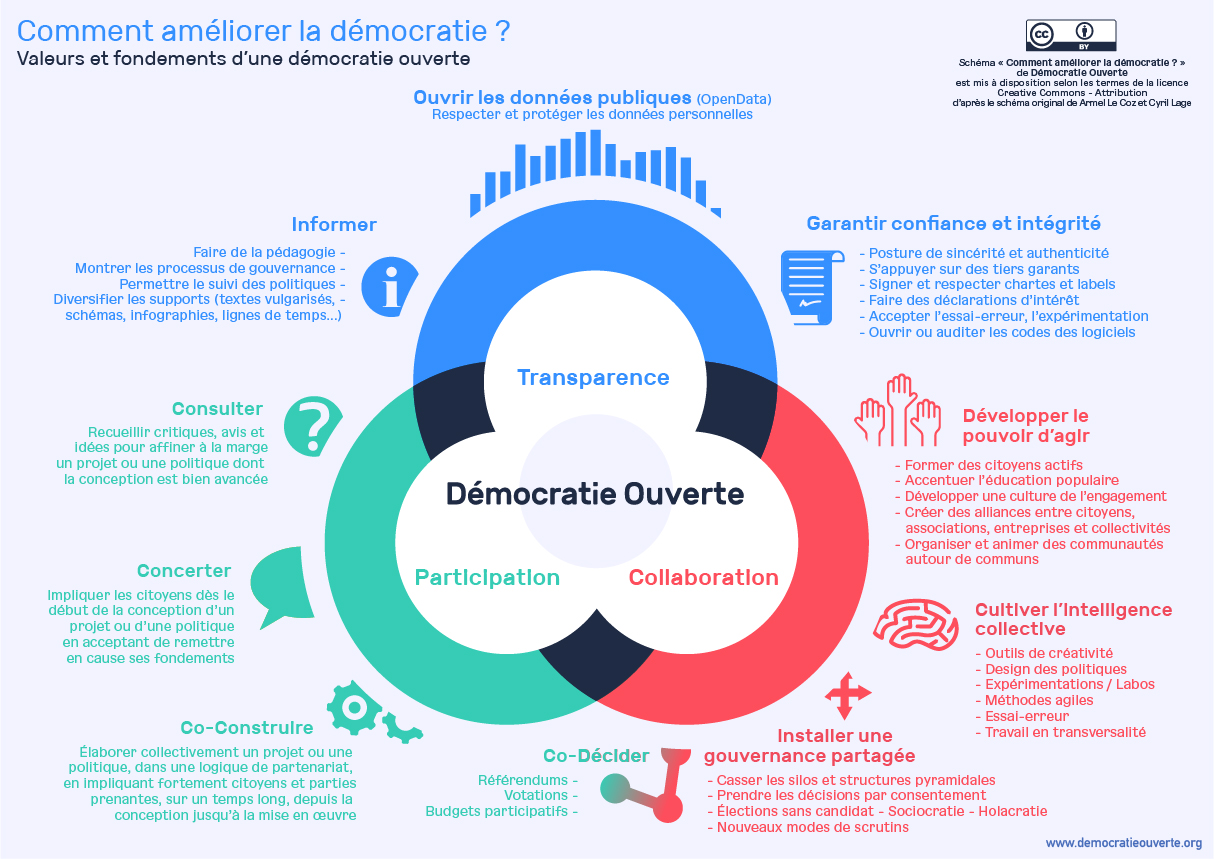
Schéma pour une démocratie ouverte

Une association loi 1901 est déclarée le 30 janvier 2013 sous le nom de Smartgov avec pour objectifs, en particulier, de participer au collectif, Démocratie Ouverte, en collaboration avec d’autres associations et organisations partageant les mêmes objectifs, de favoriser la gouvernance ouverte au sein des organisations publiques .C'est une association non partisane qui œuvre pour redonner du pouvoir d’agir aux citoyens en proposant et pilotant des dispositifs de participation citoyenne, mais aussi en proposant des fiches pédagogiques, des webinaires et des espaces de débats et d’ateliers.
La non-adhésion de la France au PGO ayant été également un élément déclencheur pour constituer l’association, le Collectif « Démocratie Ouverte » se donne pour mission de populariser le concept et de faire en sorte que la France adhère au PGO.
En avril 2014, La France adhère au « Partenariat pour un Gouvernement Ouvert », co-présidente pour 2016/2017, qui regroupe 78 pays membres en 2023. La France accueille à ce titre en décembre 2016 le sommet mondial du Partenariat pour un gouvernement ouvert.
En mars 2014, l'association crée le Laboratoire des expérimentations pour inventer et tester des outils et des méthodes d’engagement citoyen, de prises de décisions collectives ou de démocratie participative. L'association est inscrite au registre SIRET le 1er août 2014. En septembre 2014, elle emploie son premier salarié,.
2016 : Démocratie Ouverte lance “Système D”, un incubateur spécifiquement dédié à accompagner les projets d’innovation démocratique, qui devient ensuite un accélérateur. Ce projet accompagne 17 projets en trois ans dont celui de l’association Mieux Voter qui plaide pour la mise en place du vote au jugement majoritaire.
En 2019, durant le mouvement des gilets jaunes, l’association co-présidée par Mathilde Imer, Quentin Sauzay et Antoine Brachet, appelle des militants pour le climat comme Cyril Dion, des gilets jaunes comme Priscillia Ludosky et des experts de la démocratie participative comme Loic Blondiaux pour former le collectif des Gilets Citoyens. La première action du collectif est de rédiger en janvier 2019, une lettre ouverte adressée à Emmanuel Macron, pour réclamer la création d’une Assemblée citoyenne composée de citoyens tirés au sort pour traiter de la fiscalité, de la démocratie et du dérèglement climatique. La lettre débouche sur la Convention Citoyenne pour le Climat.
2021 : En prévision de l'élection présidentielle française de 2022, l’association porte la question du renouveau démocratique dans le débat public à travers vingt mesures. Parmi celles-ci, six sont retenues par le public pour former ce qui sera appelé le Pacte Démocratique. Le collectif décide d’interpeller les candidats aux élections afin qu’ils s’engagent à les mettre en place dès les 100 premiers jours du mandat présidentiel.